# Begravelsesherrerne
Begravelsesherrerne er en kortfilm fra 1931 instrueret af Fritz Lamprecht.